# Margate
Margate, também conhecido como Marcabe em árabe: Calaate Almarcabe (em árabe: قلعة المرقب; romaniz.: Qalaat al-Marqab; lit. "Castelo da Sentinela") é um castelo perto de Banias, na Síria, que era uma fortaleza dos cruzados e uma das principais fortalezas do Cavaleiros Hospitalários. Está localizado a cerca de 2 km da costa do Mediterrâneo e cerca de 6 km ao sul de Banias. O castelo permaneceu em mau estado de conservação até 2007, quando começou a reconstrução e renovação.